# Parti aragonais
 (novembre 2015).
Si vous disposez d'ouvrages ou d'articles de référence ou si vous connaissez des sites web de qualité traitant du thème abordé ici, merci de compléter l'article en donnant les références utiles à sa vérifiabilité et en les liant à la section « Notes et références ».
Le Parti aragonais (en espagnol : Partido Aragonés), auparavant Parti aragonais régionaliste (Partido Aragonés Regionalista), abrégé en PAR, est un parti politique de centre droit et nationaliste aragonais, en Espagne.

## Histoire
Il est fondé en 1978 par Hipólito Gómez de las Roces, à partir du rassemblement de la « Candidature aragonaise indépendante du centre » (en espagnol : Candidatura Aragonesa Independiente de Centro). Créé d'abord sur des idées régionalistes, il évolue vers le nationalisme aragonais à partir de 1990.

## Résultats électoraux

### Cortes d'Aragon
| Année | Chef de file                | Voix    | %        | #     | Sièges  | Gouvernement                                           |
| ----- | --------------------------- | ------- | -------- | ----- | ------- | ------------------------------------------------------ |
| 1983  | Hipólito Gómez de las Roces | 123 494 | 20,59    | 3e    | 13 / 66 | Opposition                                             |
| 1987  | Hipólito Gómez de las Roces | 179 732 | 28,54 () | 2e () | 19 / 67 | Gómez de las Roces                                     |
| 1991  | Emilio Eiroa                | 151 377 | 25,05 () | 2e () | 17 / 67 | Eiroa (1991-93), puis opposition (1993-95)             |
| 1995  | Emilio Eiroa                | 143 272 | 20,80 () | 3e () | 14 / 67 | Lanzuela                                               |
| 1999  | José María Mur              | 86 246  | 13,55 () | 3e () | 10 / 67 | Iglesias I                                             |
| 2003  | José Ángel Biel             | 79 670  | 11,18 () | 4e () | 8 / 67  | Iglesias II                                            |
| 2007  | José Ángel Biel             | 81 135  | 12,35 () | 3e () | 9 / 67  | Iglesias III                                           |
| 2011  | José Ángel Biel             | 62 193  | 9,45 ()  | 3e () | 7 / 67  | Soutien sans participation (2011), puis Rudi (2011-15) |
| 2015  | Arturo Aliaga               | 45 846  | 6,86 ()  | 4e () | 6 / 67  | Opposition                                             |
| 2019  | Arturo Aliaga               | 33 978  | 5,08 ()  | 7e () | 3 / 67  | Lambán II                                              |
| 2023  | Alberto Izquierdo           | 13 988  | 2,09 ()  | 8e () | 1 / 67  | Soutien sans participation                             |

### Cortes Generales
| Année   | Chef de file                | Congrès des députés                                            | Congrès des députés                                            | Congrès des députés                                            | Congrès des députés | Sénat              |
| Année   | Chef de file                | Voix                                                           | %                                                              | #                                                              | Sièges              | Sénat              |
| ------- | --------------------------- | -------------------------------------------------------------- | -------------------------------------------------------------- | -------------------------------------------------------------- | ------------------- | ------------------ |
| 1977    | Hipólito Gómez de las Roces | 37 183                                                         | 5,70                                                           | 5e                                                             | 1 / 14              | 1 / 12             |
| 1979    | Hipólito Gómez de las Roces | 38 042                                                         | 6,07 ()                                                        | 4e ()                                                          | 1 / 14              | 0 / 12             |
| 1982    | Hipólito Gómez de las Roces | Associé à l’Alliance populaire et au Parti démocrate populaire | Associé à l’Alliance populaire et au Parti démocrate populaire | Associé à l’Alliance populaire et au Parti démocrate populaire | 2 / 14              | 2 / 12             |
| 1986    | Hipólito Gómez de las Roces | 73 004                                                         | 11,02                                                          | 4e                                                             | 1 / 14              | 0 / 12             |
| 1989    | José María Mur              | 71 733                                                         | 10,88 ()                                                       | 3e ()                                                          | 1 / 13              | 0 / 12             |
| 1993    | José María Mur              | 144 544                                                        | 19,00 ()                                                       | 3e ()                                                          | 1 / 13              | 0 / 12             |
| 1996    | Antonio Serrano Vinué       | Associé au Parti populaire.                                    | Associé au Parti populaire.                                    | Associé au Parti populaire.                                    | 1 / 13              | 3 / 12             |
| 2000    | Antonio Serrano Vinué       | 38 883                                                         | 5,38                                                           | 4e                                                             | 0 / 13              | 0 / 12             |
| 2004    | Manuel Blasco               | 36 540                                                         | 4,68 ()                                                        | 4e ()                                                          | 0 / 13              | 0 / 12             |
| 2008    | Teresa Perales              | 40 054                                                         | 5,22 ()                                                        | 3e ()                                                          | 0 / 13              | 0 / 12             |
| 2011    | Rosa Santos Fernández       | Associé au Parti populaire                                     | Associé au Parti populaire                                     | Associé au Parti populaire                                     | 0 / 13              | 3 / 12             |
| 2015    | Rosa Santos Fernández       | Associé au Parti populaire                                     | Associé au Parti populaire                                     | Associé au Parti populaire                                     | 0 / 13              | 2 / 12             |
| 2016    | Rosa Santos Fernández       | Associé au Parti populaire                                     | Associé au Parti populaire                                     | Associé au Parti populaire                                     | 0 / 13              | 2 / 12             |
| 04/2019 | Ne se présente pas          | Ne se présente pas                                             | Ne se présente pas                                             | Ne se présente pas                                             | Ne se présente pas  | Ne se présente pas |
| 11/2019 | Ne se présente pas          | Ne se présente pas                                             | Ne se présente pas                                             | Ne se présente pas                                             | Ne se présente pas  | Ne se présente pas |
| 2023    | Alberto Izquierdo           | 4 173                                                          | 0,58                                                           | 6e                                                             | 0 / 13              | 0 / 12             |